# Hanns Braun
Hanns Braun (26 de octubre de 1886 en Spalt-Wernfels - 9 de octubre de 1918 cerca de Croix-Fonsomme) fue un atleta alemán.
Braun ganó la medalla de bronce en los 800 metros en los Juegos Olímpicos de Londres 1908 con un tiempo de 1'55 "dos o tres segundos detrás del ganador Melvin Sheppard. En estos juegos, que era parte del relevo olímpico alemán (2 x 200 m, 400 my 800 m), que ganó la medalla de plata. Braun corrió la última etapa después de Arthur Hoffmann, Hans Eicke y Otto Trieloff en semifinales, el equipo había dominado con facilidad sobre el equipo holandés y calificado en 3'43 "2. La final fue, sin embargo, más difícil y los alemanes no tenían oportunidad contra el relé de EE. UU. Después de los tres primeros relevos, los alemanes estaban en tercera posición y Braun fueron con casi cinco metros detrás del cuarto corredor húngaro Odón Bodor. Él se las arregló para ponerse al día y precedió a la línea de meta, dando la medalla de plata para Alemania por una décima de segundo en 3'32 "4.
En los Juegos Olímpicos de 1912, que ganó la plata en 400 m, pero fue eliminado en serie con el relé 4 × 400 m. En la competencia, que pesaba 68 kg 1,80 m.
Hanns Braun cayó en combate durante la Primera Guerra Mundial. De 1937 a 1945, Grünwalder Stadion en Múnich llevaba el nombre de Städtische Hanns-Braun-Kampfbahn en su honor.